# 타이무라스 티기예프
타이무라스 바즈노예비치 티기예프(러시아어: Таймура́з Вазно́евич Тиги́ев, 1982년 1월 15일 ~ )는 러시아 태생 카자흐스탄의 레슬링 선수이다. 동생인 소슬란도 레슬링 선수이다.
베이징에서 열린 2008년 하계 올림픽 남자 레슬링 자유형 96kg급 경기에서 은메달을 획득했으나 2016년에 실시된 도핑 샘플 재검사에서 금지 약물인 스테로이드 양성 반응이 나왔고 결국 메달을 박탈당했다.